# Rue au Maire
La rue au Maire est une rue de Paris située dans le 3e arrondissement.

## Situation et accès
La rue au Maire se situe dans le quartier historique du Marais, en parallèle de la rue des Gravilliers et de la rue Réaumur. Elle coupe la rue Beaubourg au niveau du numéro 96, et se termine d'un côté dans la rue de Turbigo, et de l'autre dans la rue des Vertus.
Elle se compose toujours aujourd'hui presque exclusivement d'échoppes et de restaurants asiatiques.
Ce site est desservi par la station de métro Arts et Métiers.

## Origine du nom
Elle doit son nom au maire du domaine rural du prieuré de Saint-Martin-des-Champs, qui y avait son siège.

## Historique
Cette rue était l'artère principale du bourg de Saint-Martin-des-Champs, qui longeait l'enceinte fortifiée du prieuré. Elle reliait la rue Frépillon (actuelle rue Volta) à la rue Saint-Martin.
En 1280, elle est déjà presque entièrement construite.
Elle s'appela également « rue de Rome »[réf. nécessaire].
Elle est indiquée sous le nom de « rue Aumere » (sic) dans le plan de Truschet et Hoyau de 1552, et citée sous le nom de « rue au Maire » dans un manuscrit de 1636.
La rue se prolongeait autrefois jusqu'à la rue du Temple. La section entre la rue Frépillon et la rue du Temple est nommée au XIVe siècle « rue des Cordiers ». Sur le plan de Turgot, la section à l'est de la rue Transnonain (actuelle rue Beaubourg), qui apparaît déjà en impasse après la rue Frépillon, est nommée « rue du Puits-de-Rome ».
Sur l'atlas de Verniquet, la « rue Aumaire » va de la rue de Frépillon à la rue Saint-Martin. La voie à l'ouest de la rue Frépillon n'est plus qu'une impasse nommée « cul-de-sac du Puits-de-Rome ». À partir de 1806, elle est simplement nommée « impasse de Rome ».
L'élargissement de la rue au Maire à 10 m et de l'impasse de Rome est décidé par l'ordonnance royale du 16 mai 1833.
Elle est prolongée en 1854 jusqu'à la rue des Vertus, aux dépens de l'impasse de Rome. La largeur du prolongement est fixée à 12 m, soit deux mètres de plus que le reste de la voie. Cette partie s'est appelée « rue Aumaire prolongée » (ou « rue au Maire prolongée ») jusqu'au 22 septembre 1873, date du renumérotage de la voie[réf. nécessaire].
Le décret du 23 août 1858 autorisant le percement de la rue de Turbigo prévoit également le dégagement de l'église Saint-Nicolas-des-Champs. Une nouvelle voie, l'actuelle rue Cunin-Gridaine, est alors créée légèrement plus au nord que la rue au Maire, dont la section comprise entre la nouvelle rue de Turbigo et la rue Saint-Martin est alors supprimée,.
Le 4 juin 1918, durant la Première Guerre mondiale, un obus lancé par la Grosse Bertha explose au no 18 rue au Maire. 
La rue au Maire constitue, avec la rue du Temple et la rue des Gravilliers, le plus ancien quartier asiatique de Paris. Premiers Chinois arrivés en France, les Wenzhou sont issus d'une ville littorale de la province de Zhejiang dans le sud-est de la Chine. Ils sont connus, même en Chine, pour leur monopole de commerce et migration dans les différentes parties de l’intérieur de la Chine. Ces Wenzhou sont en France depuis plusieurs générations. Ils ont formé des petites entreprises ou ateliers, notamment dans l'artisanat ou l'import-export de bijoux fantaisie et de bagagerie, qu'ils revendent en gros dans les boutiques du quartier[réf. nécessaire].

## Bâtiments remarquables et lieux de mémoire

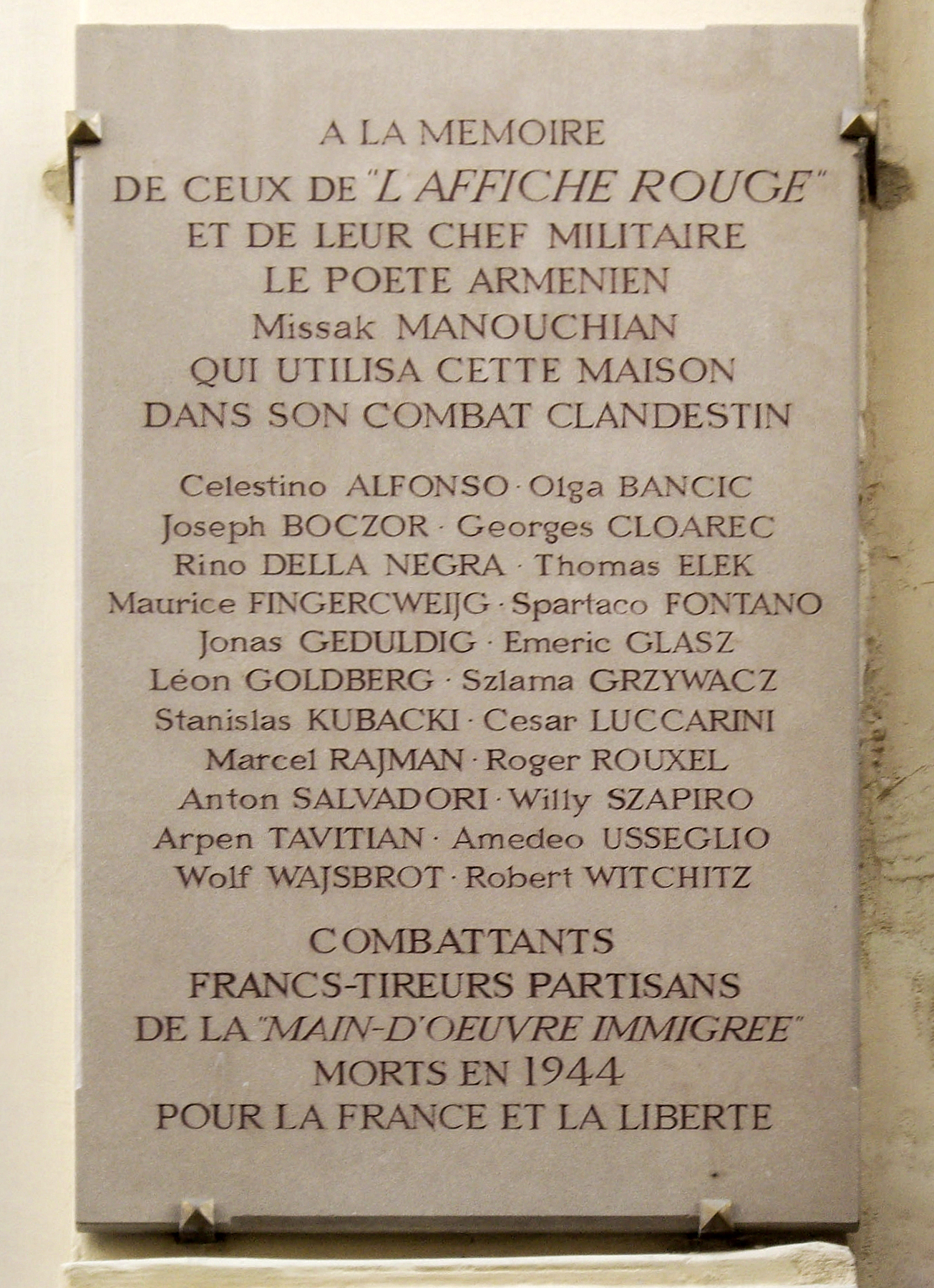
Plaque au no 19.

- No 7 : l’ensemble immobilier, construit par l’architecte Bernard Reichen (1994)[8], surnommé Marais des Arts, a fait disparaître la « cour de Rome » qui rejoignait la rue des Gravilliers, au no 24. Ce passage privé a été formé sous le Premier Empire. Son nom est dû à une enseigne[9],[10]. Deux bâtiments anciens sont conservés au cœur de l’îlot[11].
- No 13 : boîte de nuit Le Tango, La Boîte à frissons.
- No 19 : une plaque commémorative rend hommage aux résistants de l'« Affiche rouge » et plus particulièrement à Missak Manouchian, « qui utilisa cette maison dans son combat clandestin ».

## Pour approfondir